# Tatsuya Kawahara
Tatsuya Kawahara (født 16. december 1985) er en tidligere japansk fodboldspiller.
Han har spillet for flere forskellige klubber i sin karriere, herunder Omiya Ardija og Thespa Kusatsu.